# 馬梅基涅
52°6′22″N 33°13′25″E / 52.10611°N 33.22361°E
馬梅基涅（烏克蘭語：Мамекине），是烏克蘭的村落，位於該國北部切爾尼戈夫州，由諾夫哥羅德-謝韋爾斯基區負責管轄，始建於1768年，面積1.12平方公里，海拔高度140米，2001年人口350，人口密度每平方公里312.5人。